# Kickxia commutata subsp. commutata
Kickxia commutata subsp. commutata é uma subespécie de planta com flor pertencente à família Scrophulariaceae. 
A autoridade científica da subespécie é (Bernh. ex Rchb.) Fritsch, tendo sido publicada em Excursionsfl. Oesterreich 492 (1897).

## Portugal
Trata-se de uma subespécie presente no território português, nomeadamente em Portugal Continental.
Em termos de naturalidade é nativa da região atrás indicada.

## Protecção
Não se encontra protegida por legislação portuguesa ou da Comunidade Europeia.